# Grande Prêmio da Chéquia de 2018 (MotoGP)
O Grande Prêmio da MotoGP da Chéquia de 2018 ocorreu em 5 de agosto.

## Resultados

### Classificação MotoGP
| Pos | Piloto            | Equipe                      | Moto    | Tempo     | Pontos |
| --- | ----------------- | --------------------------- | ------- | --------- | ------ |
| 1   | Andrea Dovizioso  | Ducati Team                 | Ducati  | 41'07.728 | 25     |
| 2   | Jorge Lorenzo     | Ducati Team                 | Ducati  | +0.178    | 20     |
| 3   | Marc Marquez      | Repsol Honda Team           | Honda   | +0.368    | 16     |
| 4   | Valentino Rossi   | Movistar Yamaha MotoGP      | Yamaha  | +2.902    | 13     |
| 5   | Cal Crutchlow     | LCR Honda CASTROL           | Honda   | +2.958    | 11     |
| 6   | Danilo Petrucci   | Alma Pramac Racing          | Ducati  | +3.768    | 10     |
| 7   | Johann Zarco      | Monster Yamaha Tech 3       | Yamaha  | +6.159    | 9      |
| 8   | Dani Pedrosa      | Repsol Honda Team           | Honda   | +7.479    | 8      |
| 9   | Alvaro Bautista   | Angel Nieto Team            | Ducati  | +7.575    | 7      |
| 10  | Andrea Iannone    | Team SUZUKI ECSTAR          | Suzuki  | +8.326    | 6      |
| 11  | Alex Rins         | Team SUZUKI ECSTAR          | Suzuki  | +8.653    | 5      |
| 12  | Jack Miller       | Alma Pramac Racing          | Ducati  | +16.549   | 4      |
| 13  | Franco Morbidelli | EG 0,0 Marc VDS             | Honda   | +19.603   | 3      |
| 14  | Hafizh Syahrin    | Monster Yamaha Tech 3       | Yamaha  | +21.381   | 2      |
| 15  | Aleix Espargaro   | Aprilia Racing Team Gresini | Aprilia | +23.159   | 1      |
| 16  | Thomas Luthi      | EG 0,0 Marc VDS             | Honda   | +27.673   | 0      |
| 17  | Takaaki Nakagami  | LCR Honda IDEMITSU          | Honda   | +28.311   | 0      |
| 18  | Karel Abraham     | Angel Nieto Team            | Ducati  | +41.172   | 0      |
| 19  | Sylvain Guintoli  | Team SUZUKI ECSTAR          | Suzuki  | +42.411   | 0      |
| 20  | Xavier Simeon     | Reale Avintia Racing        | Ducati  | +50.941   | 0      |

### Classificação Moto2
| Pos | Piloto              | Equipe                      | Moto     | Tempo     | Pontos |
| --- | ------------------- | --------------------------- | -------- | --------- | ------ |
| 1   | Miguel Oliveira     | Red Bull KTM Ajo            | KTM      | 39'22.324 | 25     |
| 2   | Luca Marini         | SKY Racing Team VR46        | Kalex    | +0.070    | 20     |
| 3   | Francesco Bagnaia   | SKY Racing Team VR46        | Kalex    | +0.525    | 16     |
| 4   | Lorenzo Baldassarri | Pons HP40                   | Kalex    | +0.745    | 13     |
| 5   | Xavi Vierge         | Dynavolt Intact GP          | Kalex    | +3.362    | 11     |
| 6   | Brad Binder         | Red Bull KTM Ajo            | KTM      | +3.643    | 10     |
| 7   | Marcel Schrotter    | Dynavolt Intact GP          | Kalex    | +3.694    | 9      |
| 8   | Jorge Navarro       | Federal Oil Gresini Moto2   | Kalex    | +3.728    | 8      |
| 9   | Sam Lowes           | Swiss Innovative Investors  | KTM      | +4.038    | 7      |
| 10  | Mattia Pasini       | Italtrans Racing Team       | Kalex    | +5.030    | 6      |
| 11  | Fabio Quartararo    | Boost - Speed Up Racing     | Speed Up | +5.153    | 5      |
| 12  | Augusto Fernandez   | Pons HP40                   | Kalex    | +5.839    | 4      |
| 13  | Iker Lecuona        | Swiss Innovative Investors  | KTM      | +6.857    | 3      |
| 14  | Andrea Locatelli    | Italtrans Racing Team       | Kalex    | +9.473    | 2      |
| 15  | Simone Corsi        | Tasca Racing Scuderia Moto2 | Kalex    | +10.054   | 1      |
| 16  | Tetsuta Nagashima   | IDEMITSU Honda Team Asia    | Kalex    | +10.626   | 0      |
| 17  | Dominique Aegerter  | Kiefer Racing               | KTM      | +10.658   | 0      |
| 18  | Joe Roberts         | NTS RW Racing GP            | NTS      | +18.136   | 0      |
| 19  | Steven Odendaal     | NTS RW Racing GP            | NTS      | +19.040   | 0      |
| 20  | Khairul Idham Pawi  | IDEMITSU Honda Team Asia    | Kalex    | +21.334   | 0      |
| 21  | Niki Tuuli          | Petronas Sprinta Racing     | Kalex    | +28.078   | 0      |
| 22  | Jules Danilo        | Nashi Argan SAG Team        | Kalex    | +34.570   | 0      |
| 23  | Eric Granado        | Forward Racing Team         | Suter    | +45.169   | 0      |
| 24  | Sheridan Morais     | Willi Race Racing Team      | Kalex    | +1'08.853 | 0      |

### Classificação Moto3
| Pos | Piloto                 | Equipe                         | Moto  | Tempo     | Pontos |
| --- | ---------------------- | ------------------------------ | ----- | --------- | ------ |
| 1   | Fabio Di Giannantonio  | Del Conca Gresini Moto3        | Honda | 39'09.124 | 25     |
| 2   | Aron Canet             | Estrella Galicia 0,0           | Honda | +0.112    | 20     |
| 3   | Jakub Kornfeil         | Redox PruestelGP               | KTM   | +0.339    | 16     |
| 4   | Enea Bastianini        | Leopard Racing                 | Honda | +0.560    | 13     |
| 5   | Gabriel Rodrigo        | RBA BOE Skull Rider            | KTM   | +0.771    | 11     |
| 6   | Marco Bezzecchi        | Redox PruestelGP               | KTM   | +0.896    | 10     |
| 7   | Marcos Ramirez         | Bester Capital Dubai           | KTM   | +1.030    | 9      |
| 8   | Philipp Oettl          | Sudmetal Schedl GP Racing      | KTM   | +1.097    | 8      |
| 9   | Albert Arenas          | Angel Nieto Team Moto3         | KTM   | +2.034    | 7      |
| 10  | Lorenzo Dalla Porta    | Leopard Racing                 | Honda | +2.056    | 6      |
| 11  | Niccolò Antonelli      | SIC58 Squadra Corse            | Honda | +2.093    | 5      |
| 12  | Dennis Foggia          | SKY Racing Team VR46           | KTM   | +2.359    | 4      |
| 13  | Kazuki Masaki          | RBA BOE Skull Rider            | KTM   | +2.517    | 3      |
| 14  | Tatsuki Suzuki         | SIC58 Squadra Corse            | Honda | +2.616    | 2      |
| 15  | Tony Arbolino          | Marinelli Snipers Team         | Honda | +2.770    | 1      |
| 16  | Nakarin Atiratphuvapat | Honda Team Asia                | Honda | +3.674    | 0      |
| 17  | Jaume Masia            | Bester Capital Dubai           | KTM   | +4.618    | 0      |
| 18  | Alonso Lopez           | Estrella Galicia 0,0           | Honda | +4.870    | 0      |
| 19  | Nicolo Bulega          | SKY Racing Team VR46           | KTM   | +4.942    | 0      |
| 20  | Andrea Migno           | Angel Nieto Team Moto3         | KTM   | +4.954    | 0      |
| 21  | Vicente Perez          | Reale Avintia Academy 77       | KTM   | +12.923   | 0      |
| 22  | Ayumu Sasaki           | Petronas Sprinta Racing        | Honda | +12.942   | 0      |
| 23  | Darryn Binder          | Red Bull KTM Ajo               | KTM   | +12.956   | 0      |
| 24  | Filip Salac            | Cuna de Campeones Czech Talent | KTM   | +41.511   | 0      |